# Paquirri
Paquirri   (Zahara de los Atunes, 5 de març de 1948 - Còrdova, 26 de setembre de 1984) nom amb que era conegut Francisco Rivera Pérez, fou un torero andalús. Va morir per una banyada rebuda del toro anomenat Espavilat en la plaça de toros de Pozoblanco. Durant la seva carrera va sortir per la porta gran de Les Vendes en sis ocasions.

## Biografia
Debutà com a noviller l'any 1962, a Barbate amb la ramaderia de Núñez Polavieja. El 28 de juny de 1964 debutava en una novillada amb cavalls en la plaça de toros de Cadis. Va alternar amb José González Copano i Rafael Jiménez Márquez, en un tancament amb caps de bestiar de la vacada del marquès de Villamarta. A Sevilla l'1 de maig de 1966 va tallar tres orelles en una novillada en la qual li van acompanyar Pepe Luis Segura i Manolo Sanlúcar.

### Alternativa a Barcelona
Va prendre l'alternativa com a matador a La Monumental de Barcelona el 17 de juliol de 1966, exercint de padrí Antonio Bienvenida i de testimoni Andrés Vázquez enfront de caps de bestiar de Juan Pedro Domecq. L'alternativa no es va arribar a consumar en ser agafat el destre greument en la cuixa dreta. L'esperada alternativa va arribar l'11 d'agost d'aquest mateix any i en el mateix cuso, en cedir-li Paco Camino crossa i espasa davant la mirada de Santiago Martín “El Viti”. En aquesta ocasió, els astados portaven el ferro de Carlos Urquijo de Federico.
El 18 de maig de 1967 va confirmar l'alternativa en Les Vendes sent el seu padrí Paco Camino, en presència de José Fuentes davant toros de Juan Pedro Domecq. En 1969 va sortir per la porta gran de Les Vendes en dues ocasions, i va repetir en 1974, 1979 i 1980, amb sis sortides per la porta gran de Les Vendes en total. En 1970 va confirmar la seva alternativa en la Monumental de Mèxic amb Raúl Contreras "Finito" com a padrí i Manolo Martínez com a testimoni, sortint per la porta gran. En 1978 va sofrir una greu agafada en La Maestranza durant la Fira d'Abril davant un toro de José Luis Osborne.

### Mort a Pozoblanco
El 26 de setembre de 1984, Paquirri rebé una forta cornada a la Plaça de Braus de Pozoblanco per part del brau Avispado, de la ramaderia de Sayalero y Bandrés, morint a conseqüència de la greu ferida mentre era traslladat a l'Hospital de Còrdova.
El 1984 havia decidit donar per acabada la temporada després de torejar a la plaça de toros de Dax, però va accedir a torejar dos festejos més, Logronyo i Pozoblanco. Per a la correguda de Pozoblanco (Còrdova), segons va manifestar la seva vídua Isabel Pantoja, Paquirri va canviar en diverses ocasions la data, la ramaderia i els toros que caldria torejar en Pozoblanco, sent la destinació el que va motivar que el 26 de setembre de 1984, en la plaça de Pozoblanco, compartint cartell amb el Yiyo i El Soro, va sofrir una agafada d'un toro, quart de la correguda, de la ramaderia de Sayalero i Bandrés, de nom Espavilat, que va resultar en una banyada amb dues trajectòries que van trencar les venes ilíaca i safena, i l'artèria femoral. Un vídeo, gravat pel camerògraf Antonio Salmoral, va registrar l'incident i escenes del torero parlant en la infermeria. Paquirri, encara conscient, i amb una notable tranquil·litat donades les circumstàncies, explicava al doctor Eliseo Morán la grandària i la trajectòria de la ferida:
| «           | Doctor, jo vull parlar amb vostè o no em quedaré tranquil. La banyada és forta. Té almenys dues trajectòries, una per a aquí i una altra cap enllà. Obri tot el que hagi d'obrir, la resta és a les seves mans. I tranquil, doctor | » |
| — Paquirri, | |   |

El torero no va poder ser ben atès a causa de les limitacions de la infermeria. Sense poder contenir l'hemorràgia, el doctor Eliseo Morán li va fer una cura d'urgència i, donada la gravetat extrema de l'estat del torero, va ordenar el seu trasllat immediat a l'hospital Reina Sofia de Còrdova. Els doctors Ruiz i Fumis van acompanyar al ferit en l'ambulància. Ja prop de Còrdova va sofrir una aturada cardíaca i en un intent desesperat de salvar-li la vida van decidir ingressar-lo a l'Hospital Militar per trobar-se més a prop, on va morir. En les diligències judicials consta que Paquirri va morir per un xoc hipovolémic intens per hemorràgia massiva i ràpida. L'endemà passat milers de persones li van donar l'últim adéu en la plaça de la Maestranza de Sevilla. Va ser sepultat en el Cementiri de Sant Ferran.
Encara que segons el metge que el va atendre la banyada no era mortal, la mort del torero es va deure a un fatal cúmul de circumstàncies: els serveis sanitaris amb què comptava la plaça eren molt limitats, va ser traslladat en una ambulància convencional i la carretera que unia totes dues localitats estava en males condicions. La transcendència que la seva mort va tenir en la premsa va contribuir a canviar la legislació d'espectacles taurins obligant al fet que les places de totes les categories disposessin d'Unitats de Vigilància Intensiva mòbils, i al fet que les places de 1.ª i 2.ª categories comptessin amb quiròfans convenientment equipats.

## Vida personal
Va contreure matrimoni en primeres núpcies el 16 de febrer de 1973 amb Carmina Ordóñez, filla del també torero Antonio Ordóñez, en la basílica de San Francisco el Gran de Madrid. Fruit d'aquest matrimoni van néixer dos fills, els qui fet i fet van anar així mateix toreros: Francisco Rivera i Cayetano Rivera. Paquirri i Carmen es van separar en 1979.
Després de la separació va mantenir també una relació amb Bàrbara Rei i després amb la cantant Lolita Flores.
El 30 d'abril de 1983 es va casar en segones núpcies amb la cantant Isabel Pantoja, en la basílica de Jesús del Gran Poder de Sevilla en un esdeveniment que va ser qualificat com les noces de l'any. D'aquest matrimoni va tenir a Kiko Rivera.